# Cristobalia lutea
Cristobalia lutea är en tvåvingeart som beskrevs av Malloch 1939. Cristobalia lutea ingår i släktet Cristobalia och familjen borrflugor. Inga underarter finns listade i Catalogue of Life.